# 군산푸른솔초등학교
군산푸른솔초등학교는 대한민국 전북특별자치도 군산시 수송동에 있는 공립 초등학교이다.

## 학교 연혁
- 2011년 2월 25일 학교 설치 조례 공포(조례 제3564호)
- 2011년 3월 1일 군산푸른솔초등학교 개교(27학급 편성)
- 2019년 4월 25일 5층 5개학급 증축
- 2020년 2월 21일 제9회 졸업식(178명 졸업, 누계 1,325명)
- 2020년 3월 1일 31학급 편성
- 2020년 3월 16일 제5대 김종원 교장 부임

## 학교 상징
- 교화 - 철쭉 : 사랑이 깃든 학교
- 교목 - 소나무 : 바르고 튼튼한 학교
- 교조 - 까치 : 새로움이 충만한 학교

## 참고 자료
- 군산푸른솔초등학교 - 한국교육학술정보원 학교알리미